# Bresenitz
Die Bresenitz (teils auch: Breesenitz) ist ein rechter Nebenfluss der Mildenitz in Mecklenburg-Vorpommern.

## Verlauf

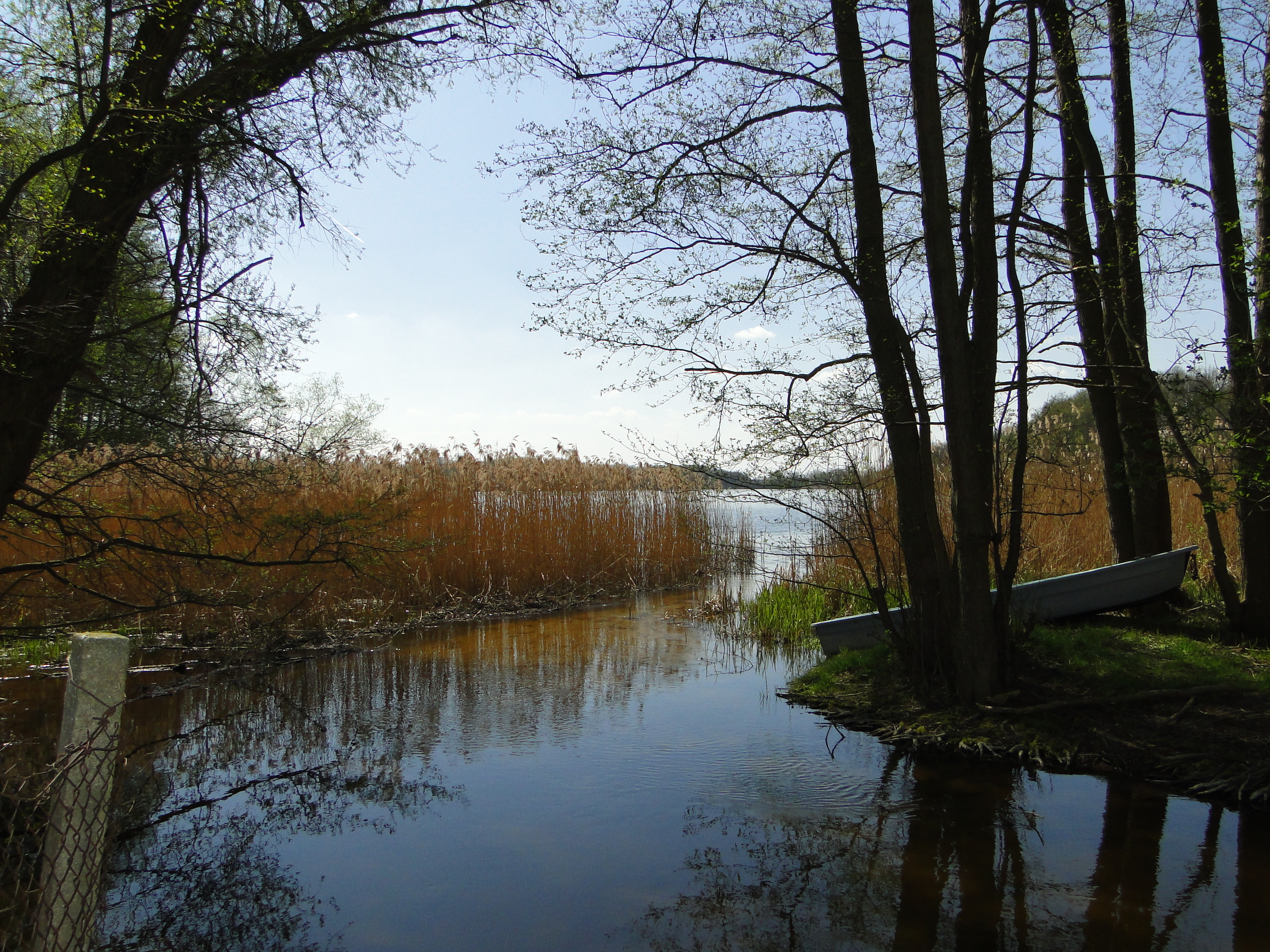
Bresenitz vor dem Durchfluss des Woseriner Sees

Die Bresenitz entspringt dem Karinmoor am südwestlichen Ortsrand von Reimershagen im Landkreis Rostock und durchfließt bereits kurz danach den Reimershagener See. Im Oberlauf stark begradigt führt ihr Weg in nordwestlicher Richtung zum im Naturschutzgebiet Breeser See befindlichen Breesensee, dem unter anderem die Rotbeck und das umliegende Feuchtgebiet entwässernde Gräben zulaufen. Westlich schließt sich der ebenfalls von der Bresenitz durchflossene Suckwitzer See an. Bis zum Nienhäger See verläuft das Gewässer in südwestlicher Richtung. Ab dort quert die Bresenitz den Naturpark Sternberger Seenland. Sie wendet sich nordwestwärts und durchfließt den Garder See bei Lohmen. Der in den Garder See mündende Bollbach stellt einen rechten Nebenfluss der Bresenitz dar.
An der Einmündung in den Woseriner See wird die Grenze zum Landkreis Ludwigslust-Parchim überschritten. Der durch die in der Gewässermitte befindliche Insel in drei Becken gegliederte See wird am Südwestufer verlassen. Nach dem Durchfluss des Bresenitzsees und der Unterquerung der Bundesstraße 192 mündet die Bresenitz 700 Meter südöstlich des Borkower Ortsteils Neu Woserin in die Mildenitz, die das Wasser weiter über die Warnow in die Ostsee abführt.
Die Bresenitz überwindet in ihrem Lauf einen Höhenunterschied von etwa 21 Metern.

## Geschichte
Der Bach Bresenitz wurde bei der Erweiterung des Dobbertiner Klosterbesitzes im Jahr 1237 erstmals urkundlich als Bresenitze erwähnt. In dieser Urkunde betätigte der Herr zu Rostock Nikolaus die Grenzen des Klostergebietes, darunter ...den Bach Milnitz (Mildenitz) vom Jawir See (Dobbertiner See) bis zum See Wostrowitz (den abgelassenen Klädener und Dobbiner See) und weiter bis zum Bach Bresenitze (Bresenitz)...
Im Bereich der einstigen Dobbertiner Klosterforst erfolgte ab 1851 eine Regulierung der Bresenitz durch die Vertiefung des Flussbettes und der Beräumung der Ränder zur Entwässerung des Umlandes.
Am 8. April 1882 ließ der Klosterhauptmann Christian Joachim Hugo Karl Graf von Bernstorff den Dobbertiner Forstinspektor Garthe eine Warntafel an der Bresenitz stillschweigend entfernen und Schleete (Rundhölzer) über die Bresenitz legen. Sollten Woseriner sich das Holzlesen anmaßen, sind sie zu pfänden, war seine Festlegung.

### Gedruckte Quellen
- Mecklenburgisches Urkundenbuch (MUB)

### Ungedruckte Quellen
- Landeshauptarchiv Schwerin (LHAS)
  - LHAS 3.2-3/1 Landeskloster/Klosteramt Dobbertin. Nr. 1333.
- Museum Goldberg
  - Akte Klosterforst Nr. 1424.

## Karten
- Wiebekingsche Karte von Mecklenburg 1786.
- Wirtschaftskarte Forstamt Dobbertin 1927/1928.
- Offizielle Rad- und Wanderkarte des Naturparks Nossentiner/Schwinzer Heide, 2010.